# Lijst van voetbalinterlands Tunesië - Zweden
Deze lijst van voetbalinterlands is een overzicht van alle officiële voetbalwedstrijden tussen de nationale teams van Tunesië en Zweden. De landen speelden tot op heden vier keer tegen elkaar. De eerste ontmoeting was een vriendschappelijke wedstrijd op 28 februari 1976 in Tunis. Het laatste duel, eveneens vriendschappelijk, vond plaats op 12 februari 2003 in Radès.

## Wedstrijden
| № | Plaats | Datum            | Competitie        | Wedstrijd        | Uitslag |
| - | ------ | ---------------- | ----------------- | ---------------- | ------- |
| 1 | Tunis  | 28 februari 1976 | Vriendschappelijk | Tunesië − Zweden | 1 − 1   |
| 2 | Tunis  | 22 april 1992    | Vriendschappelijk | Tunesië − Zweden | 0 − 1   |
| 3 | Tunis  | 10 februari 1999 | Vriendschappelijk | Tunesië − Zweden | 0 − 1   |
| 4 | Radès  | 12 februari 2003 | Vriendschappelijk | Tunesië − Zweden | 1 − 0   |

## Samenvatting
| Competitie        | Totaal gespeeld | Winst Tunesië | Gelijk | Winst Zweden | Doelsaldo Tunesië – Zweden |
| ----------------- | --------------- | ------------- | ------ | ------------ | -------------------------- |
| Vriendschappelijk | 4               | 1             | 1      | 2            | 2 − 3                      |
| Totaal            | 4               | 1             | 1      | 2            | 2 − 3                      |

## Details

### Eerste ontmoeting
| Vriendschappelijk (Tunis, Tunesië, 28 februari 1976):                                                                                     |              | |
| Tunesië | 1 – 1        | Zweden |
| Abdelmajid Gobantini 30' | goals        | 10' Eine Fredriksson |
| Abdelmajid Chetali | bondscoach   | Georg Ericson |
| | opstellingen | Göran Hagberg Hans Borg Kent Karlsson Björn Nordqvist Jörgen Augustsson Staffan Tapper Anders Linderoth Eine Fredriksson Anders Grönhagen 67' Thomas Sjöberg Tommy Evesson |
| | wissels      | 67' Jan Lundberg |
| - Debuut van Hans Borg (Örebro SK), Anders Grönhagen (Djurgårdens IF), Jan Lundberg (Kalmar FF) en Tommy Evesson (Östers IF) voor Zweden. |              | |

### Tweede ontmoeting
| Vriendschappelijk (Tunis, Tunesië, 22 april 1992): |              | |
| Tunesië | 0 – 1        | Zweden |
| | goals        | 63' Kennet Andersson |
| Mrad Moujab | bondscoach   | Tommy Svensson |
| Chokri El Ouaer Mourad Okbi Ali Ben Neji Faouzi Rouissi Samir Sellimi Khaled Ben Sassi ??' Lotfi Rouissi Taoufik M'Hedhbi ??' Khaled Ben Yahia Hatem Ben Belgacem ??' Sirajeddini Chihi | opstellingen | Thomas Ravelli Klas Ingesson 79' Jan Eriksson Joachim Björklund Peter Eriksson Stefan Rehn Anders Limpar 46' Jan Jansson Christer Fursth Tomas Brolin Stefan Pettersson |
| Kamel Khémiri ??' Adel Hammami ??' Ayadi Hamrouni ??' | wissels      | 46' Kennet Andersson 79' Mats Gren |
| | gele kaarten | ??' Kennet Andersson |
| - Debuut van Peter Eriksson (IFK Göteborg) voor Zweden. |              | |

### Derde ontmoeting
| Vriendschappelijk (Tunis, Tunesië, 10 februari 1999): |              | |
| Tunesië | 0 – 1        | Zweden |
| | goals        | 77' Niclas Alexandersson |
| Francisco Scoglio | bondscoach   | Tommy Svensson |
| Chokri El Ouaer 46' Radhi Jaïdi Sami Trabelsi 46' Khaled Badra 46' Riadh Bouazizi Khaies Ghodbane Mourad Melki Maher Kanzari Sirajeddine Chihi 46' Khaled Azaeiz Faouzi Roussi 46' | opstellingen | 46' Magnus Hedman Roland Nilsson Patrik Andersson Joachim Björklund 65' Teddy Lučić Daniel Andersson Niclas Alexandersson 84' Andreas Andersson Jesper Blomqvist 46' Henrik Larsson Kennet Andersson |
| Radhouane Salhi 46' Hatem Trabelsi 46' Mourad Trabelsi 46' Imed Mhadhebi 46' | wissels      | 46' Magnus Kihlstedt 46' Jörgen Pettersson 65' Pontus Kåmark 84' Mattias Jonson |
| Khaled Badra 36' | gele kaarten | 90' Niclas Alexandersson |
| - Honderdste interland van Roland Nilsson (Coventry City) voor Zweden. |              | |

### Vierde ontmoeting
| Vriendschappelijk (Radès, Tunesië, 12 februari 2003): |              | |
| Tunesië | 1 – 0        | Zweden |
| Najeh Braham 48' | goals        | |
| Roger Lemerre | bondscoach   | Tommy Söderberg |
| Ali Boumnijel Hatem Trabelsi Radhi Jaïdi Khaled Badra José Clayton 64' Mehdi Nafti Riadh Bouazizi 46' Slim Ben Achour Mourad Melki 78' Najeh Braham Imed Mhedhebi 46' | opstellingen | Magnus Hedman Mikael Gustavsson Olof Mellberg Michael Svensson Erik Edman Anders Svensson Marcus Lantz 70' Anders Andersson 70' Kim Källstrom Andreas Andersson Rade Prica |
| Jhawer Mnari 46' Ziad Jaziri 46' 90' Anis Ayari 64' Nabil Messaoui 78' Ahmed Hammi 90'                                                                                | wissels      | 70' Marcus Allbäck 70' Niclas Alexandersson |
| Imed Mhedebi 22' | gele kaarten | 74' Erik Edman |

FTF · A-internationals · Selecties · Bondscoaches · Tunesisch vrouwenelftal · Olympisch elftal · Tunesië U21 · Tunesië U20 · Tunesië U19 · Tunesië U18 · Tunesië U17
1950 – 1959 · 
1960 – 1969 · 
1970 – 1979 · 
1980 – 1989 · 
1990 – 1999 · 
2000 – 2009 · 
2010 – 2019 ·
2020 − 2029
WK 1978 · 
WK 1998 · 
WK 2002 · 
WK 2006 · 
WK 2018
OS 1960 · 
OS 1988 · 
OS 1996 · 
OS 2004
1957 · 
1958 · 
1959 · 
1960 · 
1961 · 
1962 · 
1963 · 
1964 · 
1965 · 
1966 · 
1967 · 
1968 · 
1969 · 
1970 · 
1971 · 
1972 · 
1973 · 
1974 · 
1975 · 
1976 · 
1977 · 
1978 · 
1979 · 
1980 · 
1981 · 
1982 · 
1983 · 
1984 · 
1985 · 
1986 · 
1987 · 
1988 · 
1989 · 
1990 · 
1991 · 
1992 · 
1993 · 
1994 · 
1995 · 
1996 · 
1997 · 
1998 · 
1999 · 
2000 · 
2001 · 
2002 · 
2003 · 
2004 · 
2005 · 
2006 · 
2007 · 
2008 · 
2009 · 
2010 · 
2011 · 
2012 · 
2013 · 
2014 · 
2015 · 
2016 ·
2017 ·
2018 ·
2019 ·
2020 ·
2021 ·
2022 ·
2023 ·
2024
Algerije ·
Angola ·
Argentinië ·
Australië ·
Bahrein ·
België ·
Benin ·
Bosnië en Herzegovina ·
Botswana ·
Brazilië ·
Bulgarije ·
Burkina Faso ·
Burundi ·
Canada ·
Centraal-Afrikaanse Republiek ·
Chili ·
China ·
Colombia ·
Comoren ·
Congo-Brazzaville ·
Congo-Kinshasa ·
Costa Rica ·
Denemarken ·
Djibouti ·
Duitse Democratische Republiek ·
Duitsland ·
Egypte ·
Engeland ·
Equatoriaal-Guinea ·
Ethiopië ·
Finland ·
Frankrijk ·
Gabon ·
Gambia ·
Georgië ·
Ghana ·
Guinee ·
Ierland ·
IJsland ·
Irak ·
Iran ·
Italië ·
Ivoorkust ·
Japan ·
Joegoslavië ·
Jordanië ·
Kaapverdië ·
Kameroen ·
Kenia ·
Koeweit ·
Kroatië ·
Letland ·
Libanon ·
Liberia ·
Libië ·
Madagaskar ·
Malawi ·
Mali ·
Malta ·
Marokko ·
Mauritanië ·
Mauritius ·
Mexico ·
Mozambique ·
Namibië ·
Nederland ·
Nieuw-Zeeland ·
Niger ·
Nigeria ·
Noorwegen ·
Oeganda ·
Oekraïne ·
Oman ·
Oostenrijk ·
Panama ·
Peru ·
Polen ·
Portugal ·
Qatar ·
Roemenië ·
Rusland ·
Rwanda ·
Saoedi-Arabië ·
Sao Tomé en Principe ·
Senegal ·
Servië en Montenegro ·
Seychellen ·
Sierra Leone ·
Slovenië ·
Soedan ·
Somalië ·
Sovjet-Unie ·
Spanje ·
Swaziland ·
Syrië ·
Tanzania ·
Togo ·
Tsjaad ·
Turkije ·
Uruguay ·
Verenigde Arabische Emiraten ·
Verenigde Staten ·
Wales ·
Wit-Rusland ·
Zambia ·
Zimbabwe ·
Zuid-Afrika ·
Zuid-Jemen ·
Zuid-Korea ·
Zweden ·
Zwitserland
België (2018) ·
Engeland (2018) ·
Oekraïne (2006) ·
Panama (2018) ·
Saoedi-Arabië (2006) · 
Spanje (2006)
SvFF · A-internationals · Selecties · Bondscoaches · Zweeds vrouwenelftal · Olympisch elftal · Zweden U21 · Zweden U20 · Zweden U19 · Zweden U18 · Zweden U17 · Zweden U16 · Vrouwen U17
1908 – 1919 ·
1920 – 1929 ·
1930 – 1939 ·
1940 – 1949 ·
1950 – 1959 ·
1960 – 1969 ·
1970 – 1979 ·
1980 – 1989 ·
1990 – 1999 ·
2000 – 2009 ·
2010 – 2019 ·
2020 − 2029
EK 1960 · 
EK 1964 · 
EK 1968 · 
EK 1972 · 
EK 1976 · 
EK 1980 · 
EK 1984 · 
EK 1988 · 
EK 1992 ·
EK 1996 · 
EK 2000 ·
EK 2004 ·
EK 2008 ·
EK 2012 · 
EK 2016 · 
EK 2020
WK 1930 · 
WK 1934 ·
WK 1938 ·
WK 1950 ·
WK 1954 · 
WK 1958 ·
WK 1962 · 
WK 1966 · 
WK 1970 ·
WK 1974 ·
WK 1978 ·
WK 1982 · 
WK 1986 · 
WK 1990 ·
WK 1994 ·
WK 1998 · 
WK 2002 ·
WK 2006 ·
WK 2010 · 
WK 2014 · 
WK 2018
OS 1908 · 
OS 1912 · 
OS 1920 · 
OS 1924 · 
OS 1928 · 
OS 1932 · 
OS 1936 · 
OS 1948 · 
OS 1952 · 
OS 1956 · 
OS 1964 · 
OS 1968 · 
OS 1972 · 
OS 1976 · 
OS 1980 · 
OS 1984 · 
OS 1988 · 
OS 1992 · 
OS 1996 · 
OS 2000 · 
OS 2004 · 
OS 2008 · 
OS 2012 · 
OS 2016
1908 · 
1909 · 
1910 · 
1911 · 
1912 · 
1913 · 
1914 · 
1915 · 
1916 · 
1917 · 
1918 · 
1919 · 
1920 · 
1921 · 
1922 · 
1923 · 
1924 · 
1925 · 
1926 · 
1927 · 
1928 · 
1929 · 
1930 · 
1931 · 
1932 · 
1933 · 
1934 · 
1935 · 
1936 · 
1937 · 
1938 · 
1939 · 
1940 ·
1941 ·
1942 ·
1943 ·
1944  ·
1945 · 
1946 · 
1947 · 
1948 · 
1949 · 
1950 · 
1952 · 
1952 · 
1953 · 
1954 · 
1955 · 
1956 · 
1957 · 
1958 · 
1959 ·
1960 · 
1961 · 
1962 · 
1963 · 
1964 · 
1965 · 
1966 · 
1967 · 
1968 · 
1969 ·
1970 · 
1971 · 
1972 · 
1973 · 
1974 · 
1975 · 
1976 · 
1977 · 
1978 · 
1979 ·
1980 · 
1981 · 
1982 · 
1983 · 
1984 · 
1985 · 
1986 · 
1987 · 
1988 · 
1989 · 
1990 · 
1991 · 
1992 · 
1993 · 
1994 · 
1995 · 
1996 · 
1997 · 
1998 · 
1999 · 
2000 · 
2001 · 
2002 · 
2003 · 
2004 · 
2005 · 
2006 · 
2007 · 
2008 · 
2009 · 
2010 · 
2011 · 
2012 · 
2013 · 
2014 · 
2015 · 
2016 · 
2017 · 
2018 ·
2019 ·
2020 ·
2021
Albanië ·
Algerije ·
Argentinië ·
Armenië ·
Australië ·
Azerbeidzjan ·
Bahrein ·
Barbados ·
België ·
Bosnië en Herzegovina ·
Botswana ·
Brazilië ·
Bulgarije ·
Chili ·
China ·
Colombia ·
Costa Rica ·
Cuba ·
Cyprus ·
DDR ·
Denemarken ·
Duitsland ·
Ecuador ·
Egypte ·
Engeland ·
Estland ·
Faeröer ·
Finland ·
Frankrijk ·
Georgië ·
Griekenland ·
Hongarije ·
Ierland ·
IJsland ·
Iran ·
Israël ·
Italië ·
Ivoorkust ·
Jamaica ·
Japan ·
Joegoslavië ·
Jordanië ·
Kameroen ·
Kazachstan ·
Kosovo ·
Kroatië ·
Letland ·
Liechtenstein ·
Litouwen ·
Luxemburg ·
Maleisië ·
Malta ·
Mexico ·
Moldavië ·
Montenegro ·
Nederland ·
Nieuw-Zeeland ·
Nigeria ·
Noord-Ierland ·
Noord-Korea ·
Noord-Macedonië ·
Noorwegen ·
Oekraïne ·
Oezbekistan ·
Oman ·
Oostenrijk ·
Paraguay ·
Peru ·
Polen ·
Portugal ·
Qatar ·
Roemenië ·
Rusland ·
San Marino ·
Saoedi-Arabië ·
Schotland ·
Senegal ·
Servië ·
Singapore ·
Slovenië ·
Slowakije ·
Sovjet-Unie ·
Spanje ·
Syrië ·
Thailand ·
Trinidad en Tobago ·
Tsjechië ·
Tsjecho-Slowakije ·
Tunesië ·
Turkije ·
Uruguay ·
Venezuela ·
Verenigde Arabische Emiraten ·
Verenigde Staten ·
Verenigd Koninkrijk ·
Wales ·
Wit-Rusland ·
Zuid-Afrika ·
Zuid-Korea ·
Zwitserland
Brazilië (1958) ·
Duitsland (2006) ·
Duitsland (2018) ·
Engeland (2006) ·
Engeland (2012) ·
Engeland (2018) ·
Frankrijk (2012) ·
Griekenland (2008) ·
Ierland (2016) ·
Italië (2016) ·
Mexico (2018) ·
Oekraïne (2012) ·
Oekraïne (2021) ·
Paraguay (2006) ·
Polen (2021) ·
Rusland (2008) ·
Slowakije (2021) ·
Spanje (2008) ·
Spanje (2021) ·
Trinidad en Tobago (2006) ·
Zuid-Korea (2018) ·
Zwitserland (2018)